# Protivak
Protivak (metiljka, lizimača, usav krve, vraba mala, vrbovka, lat. Lysimachia) je rod zeljastih biljki a ponekad i grmastih biljki iz porodice Primulaceae. Rod ima oko 110 vrsta. Najviše vrsta nalazi se u Aziji, dok u Hrvatskoj ima pet od kojih su najčešće Lysimachia nummularia (metiljeva trava), Lysimachia nemorum (šumski protivak), Lysimachia punctata (točkasti protivak) te Lysimachia vulgaris (obični protivak).. Primorska sonjača (sin. Glaux maritima), danas je priznata kao L. maritima.
Unutar ovoga roda uklopljene su i vrste iz danas nepriznatih rodova krika (Anagallis), sedam zvijezda (Trientalis) i majuška (Centunculus)
Metiljka se obično nalazi u močvarnim i vlažnim staništima.

## Vrste
1. Lysimachia acuminata (Welw. ex Schinz) U.Manns & Anderb.
2. Lysimachia adoensis (Kunze) Klatt
3. Lysimachia albescens Franch.
4. Lysimachia alfredi Hance
5. Lysimachia alpestris Champ. ex Benth.
6. Lysimachia alternifolia Wall.
7. Lysimachia andina Sandwith
8. Lysimachia angustiloba (Engl.) U.Manns & Anderb.
9. Lysimachia ardisioides Masam.
10. Lysimachia arvensis (L.) U.Manns & Anderb.
11. Lysimachia aspera Hand.-Mazz.
12. Lysimachia asperulifolia Poir.
13. Lysimachia assamica C.M.Hu
14. Lysimachia atropurpurea L.
15. Lysimachia auriculata Hemsl.
16. Lysimachia baoxingensis (F.H.Chen & C.M.Hu) C.M.Hu
17. Lysimachia barbata (P.Taylor) U.Manns & Anderb.
18. Lysimachia barystachys Bunge
19. Lysimachia baviensis C.M.Hu
20. Lysimachia biflora C.Y.Wu
21. Lysimachia borealis (Raf.) U.Manns & Anderb.
22. Lysimachia brachyandra F.H.Chen & C.M.Hu
23. Lysimachia breviflora C.M.Hu
24. Lysimachia brevipes (P.Taylor) U.Manns & Anderb.
25. Lysimachia brittenii R.Knuth
26. Lysimachia buxifolia Molina
27. Lysimachia candida Lindl.
28. Lysimachia capillipes Hemsl.
29. Lysimachia carinata Y.I.Fang & C.Z.Cheng
30. Lysimachia cauliflora C.Y.Wu
31. Lysimachia chapaensis Merr.
32. Lysimachia chekiangensis C.C.Wu
33. Lysimachia chenii C.M.Hu
34. Lysimachia chenopodioides Watt ex Hook.f.
35. Lysimachia chingshuiensis C.I Peng & C.M.Hu
36. Lysimachia christinae Hance
37. Lysimachia chungdienensis C.Y.Wu
38. Lysimachia ciliata L.
39. Lysimachia circaeoides Hemsl.
40. Lysimachia clethroides Duby
41. Lysimachia × commixta Fernald
42. Lysimachia congestiflora Hemsl.
43. Lysimachia cordifolia Hand.-Mazz.
44. Lysimachia cousiniana Coss.
45. Lysimachia crassifolia C.Z.Gao & D.Fang
46. Lysimachia crispidens (Hance) Hemsl.
47. Lysimachia crista-galli Pamp. ex Hand.-Mazz.
48. Lysimachia cubangensis U.Manns & Anderb.
49. Lysimachia dabieshanensis Kun Liu & S.B.Zhou
50. Lysimachia daphnoides (A.Gray) Hillebr.
51. Lysimachia daqiaoensis G.D.Tang & R.Z.Huang
52. Lysimachia davurica Ledeb.
53. Lysimachia debilis Wall.
54. Lysimachia decurrens G.Forst.
55. Lysimachia delavayi Franch.
56. Lysimachia deltoidea Wight
57. Lysimachia dextrorsiflora X.P.Zhang, X.H.Guo & J.W.Shao
58. Lysimachia djalonis (A.Chev.) U.Manns & Anderb.
59. Lysimachia drynarifolia Franch.
60. Lysimachia dubia Aiton
61. Lysimachia dushanensis F.H.Chen & C.M.Hu
62. Lysimachia elegantula (P.Taylor) U.Manns & Anderb.
63. Lysimachia engleri R.Knuth
64. Lysimachia ephemerum L.
65. Lysimachia erosipetala F.H.Chen & C.M.Hu
66. Lysimachia esquirolii Bonati
67. Lysimachia europaea (L.) U.Manns & Anderb.
68. Lysimachia evalvis Wall.
69. Lysimachia excisa Hand.-Mazz.
70. Lysimachia fanii Y.Feng Huang, W.B.Xu & L.N.Dong
71. Lysimachia filifolia C.N.Forbes & Lydgate
72. Lysimachia filiformis (Cham. & Schltdl.) U.Manns & Anderb.
73. Lysimachia filipes C.Z.Gao & D.Fang
74. Lysimachia fistulosa Hand.-Mazz.
75. Lysimachia fletcheri C.M.Hu & Bennell
76. Lysimachia foemina (Mill.) U.Manns & Anderb.
77. Lysimachia foenum-graecum Hance
78. Lysimachia × fooningensis C.Y.Wu
79. Lysimachia forbesii Rock
80. Lysimachia fordiana Oliv.
81. Lysimachia fortunei Maxim.
82. Lysimachia fraseri Duby
83. Lysimachia fukienensis Hand.-Mazz.
84. Lysimachia glanduliflora Hanelt
85. Lysimachia glaucina Franch.
86. Lysimachia glutinosa Rock
87. Lysimachia gracilipes (P.Taylor) U.Manns & Anderb.
88. Lysimachia graminea (Greene) Hand.-Mazz.
89. Lysimachia grammica Hance
90. Lysimachia hemsleyana Maxim. ex Oliv.
91. Lysimachia hemsleyi Franch.
92. Lysimachia henryi Hemsl.
93. Lysimachia heterobotrys F.H.Chen & C.M.Hu
94. Lysimachia heterogenea Klatt
95. Lysimachia hexamera (P.Taylor) U.Manns & Anderb.
96. Lysimachia hillebrandii Hook.f. ex A.Gray
97. Lysimachia huangsangensis J.J.Zhou, X.L.Yu & Y.F.Deng
98. Lysimachia huchimingii G.Hao & H.F.Yan
99. Lysimachia huitsunae S.S.Chien
100. Lysimachia huttonii (Harv.) U.Manns & Anderb.
101. Lysimachia hybrida Michx.
102. Lysimachia hypericoides Hemsl.
103. Lysimachia inaperta C.M.Hu & F.N.Wei
104. Lysimachia iniki K.L.Marr
105. Lysimachia insignis Hemsl.
106. Lysimachia interjacens C.M.Hu & Bennell
107. Lysimachia × intermedia (Giraudias) B.Bock
108. Lysimachia japonica Thunb.
109. Lysimachia jiangxiensis C.M.Hu
110. Lysimachia jingdongensis F.H.Chen & C.M.Hu
111. Lysimachia jinzhaiensis S.B.Zhou & Kun Liu
112. Lysimachia kalalauensis Skottsb.
113. Lysimachia kingaensis (Engl.) U.Manns & Anderb.
114. Lysimachia klattiana Hance
115. Lysimachia kochii (H.E.Hess) U.Manns & Anderb.
116. Lysimachia kraduengensis Julius, Naiki & Tagane
117. Lysimachia kwangtungensis (Hand.-Mazz.) C.M.Hu
118. Lysimachia lanceolata Walter
119. Lysimachia lancifolia Craib
120. Lysimachia latifolia (Hook.) Cholewa
121. Lysimachia laxa Baudo
122. Lysimachia leschenaultii Duby
123. Lysimachia leucantha Miq.
124. Lysimachia lewisii D.Estes, J.T.Shaw & Maus.-Moon.
125. Lysimachia lichiangensis Forrest
126. Lysimachia linearifolia Griff. ex Kurz
127. Lysimachia linguiensis C.Z.Gao
128. Lysimachia linum-stellatum L.
129. Lysimachia liui S.S.Chien
130. Lysimachia liukiuensis Hatus.
131. Lysimachia lobelioides Wall.
132. Lysimachia longipes Hemsl.
133. Lysimachia longshengensis G.Z.Li & S.C.Tang
134. Lysimachia loomisii Torr.
135. Lysimachia lychnoides F.H.Chen & C.M.Hu
136. Lysimachia lydgatei Hillebr.
137. Lysimachia maritima (L.) Galasso, Banfi & Soldano
138. Lysimachia mauritiana Lam.
139. Lysimachia medogensis F.H.Chen & C.M.Hu
140. Lysimachia melampyroides R.Knuth
141. Lysimachia mexicana R.Knuth
142. Lysimachia microcarpa Hand.-Mazz. ex C.Y.Wu
143. Lysimachia millietii (H.Lév.) Hand.-Mazz.
144. Lysimachia minima (L.) U.Manns & Anderb.
145. Lysimachia minoricensis J.J.Rodr.
146. Lysimachia miyiensis Y.I.Fang & C.Z.Cheng
147. Lysimachia monelli (L.) U.Manns & Anderb.
148. Lysimachia montana (Reinw.) Bakh.f.
149. Lysimachia nanchuanensis C.Y.Wu
150. Lysimachia nanpingensis F.H.Chen & C.M.Hu
151. Lysimachia navillei Hand.-Mazz.
152. Lysimachia nemorum L.
153. Lysimachia nummularia L.
154. Lysimachia nummulariifolia (Baker) U.Manns & Anderb.
155. Lysimachia nutans Nees ex Duby
156. Lysimachia nutantiflora F.H.Chen & C.M.Hu
157. Lysimachia ohsumiensis H.Hara
158. Lysimachia oligantha (P.Taylor) U.Manns & Anderb.
159. Lysimachia omeiensis Hemsl.
160. Lysimachia ophelioides Hemsl.
161. Lysimachia oppositifolia H.R.Fletcher
162. Lysimachia orbicularis F.H.Chen & C.M.Hu
163. Lysimachia otophora C.Y.Wu
164. Lysimachia ovalis (Ruiz & Pav.) U.Manns & Anderb.
165. Lysimachia ovatifolia W.L.Sha
166. Lysimachia pacifica F.Muell.
167. Lysimachia paridiformis Franch.
168. Lysimachia parvifolia Hemsl.
169. Lysimachia patungensis Hand.-Mazz.
170. Lysimachia peduncularis Wall. ex Kurz
171. Lysimachia pendens K.L.Marr
172. Lysimachia pentapetala Bunge
173. Lysimachia peploides (Baker) U.Manns & Anderb.
174. Lysimachia perfoliata Hand.-Mazz.
175. Lysimachia petelotii Merr.
176. Lysimachia phyllocephala Hand.-Mazz.
177. Lysimachia physaloides C.Y.Wu & C.Chen
178. Lysimachia pilophora (Honda) Honda
179. Lysimachia pilosa H.R.Fletcher
180. Lysimachia pittosporoides C.Y.Wu
181. Lysimachia platypetala Franch.
182. Lysimachia porcatisepala S.R.Yi
183. Lysimachia × producta (A.Gray) Fernald
184. Lysimachia prolifera Klatt
185. Lysimachia pseudohenryi Pamp.
186. Lysimachia pseudotrichopoda Hand.-Mazz.
187. Lysimachia pterantha Hemsl.
188. Lysimachia pteranthoides Bonati
189. Lysimachia pumila (Baudo) Franch.
190. Lysimachia punctata L.
191. Lysimachia punctatilimba C.Y.Wu
192. Lysimachia pyramidalis Wall.
193. Lysimachia qimenensis X.H.Guo, X.P.Zhang & J.W.Shao
194. Lysimachia quadriflora Sims
195. Lysimachia quadrifolia L.
196. Lysimachia racemiflora Bonati
197. Lysimachia × radfordii H.E.Ahles
198. Lysimachia radicans Hook.
199. Lysimachia rapensis F.Br.
200. Lysimachia reflexiloba Hand.-Mazz.
201. Lysimachia remota Petitm.
202. Lysimachia remotiflora C.M.Hu
203. Lysimachia remyi Hillebr.
204. Lysimachia rhodesica (R.E.Fr.) U.Manns & Anderb.
205. Lysimachia robusta Hand.-Mazz.
206. Lysimachia roseola F.H.Chen & C.M.Hu
207. Lysimachia rubiginosa Hemsl.
208. Lysimachia rubinervis F.H.Chen & C.M.Hu
209. Lysimachia rubricaulis (Duby) U.Manns & Anderb.
210. Lysimachia ruhmeriana Vatke
211. Lysimachia rupestris F.H.Chen & C.M.Hu
212. Lysimachia santapaui Subba Rao & Halim
213. Lysimachia savranii Basköse & A.Keskin
214. Lysimachia saxicola Chun & F.Chun
215. Lysimachia scapiflora C.M.Hu, Z.R.Xu & F.P.Chen
216. Lysimachia schliebenii (R.Knuth & Mildbr.) U.Manns & Anderb.
217. Lysimachia sciadantha C.Y.Wu
218. Lysimachia sciadophylla F.H.Chen & C.M.Hu
219. Lysimachia scopulensis K.L.Marr
220. Lysimachia septemfida Ze H.Wang & E.D.Liu
221. Lysimachia serpens (Hochst. ex Duby) U.Manns & Anderb.
222. Lysimachia serpyllifolia Schreb.
223. Lysimachia sertulata Baudo
224. Lysimachia shimianensis F.H.Chen & C.M.Hu
225. Lysimachia siamensis Bonati
226. Lysimachia sikokiana Miq.
227. Lysimachia silvestrii (Pamp.) Hand.-Mazz.
228. Lysimachia sinopilosa C.M.Hu & G.Hao
229. Lysimachia stellarioides Hand.-Mazz.
230. Lysimachia stenosepala Hemsl.
231. Lysimachia steyermarkii Standl.
232. Lysimachia stigmatosa F.H.Chen & C.M.Hu
233. Lysimachia subverticillata C.Y.Wu
234. Lysimachia sumatranica C.M.Hu
235. Lysimachia talaverae L.Sáez & Aymerich
236. Lysimachia taliensis Bonati
237. Lysimachia tashiroi Makino
238. Lysimachia tenella L.
239. Lysimachia tengyuehensis Hand.-Mazz.
240. Lysimachia tenuicaulis (Baker) U.Manns & Anderb.
241. Lysimachia terrestris (L.) Britton, Sterns & Poggenb.
242. Lysimachia thyrsiflora L.
243. Lysimachia tianmaensis Kun Liu, S.B.Zhou & Ying Wang
244. Lysimachia tianyangensis D.Fang & C.Z.Gao
245. Lysimachia tienmushanensis Migo
246. Lysimachia tonsa (Alph.Wood) R.Knuth
247. Lysimachia trichopoda Franch.
248. Lysimachia trifida Aver.
249. Lysimachia tsaii C.M.Hu
250. Lysimachia tsaratananae (M.Peltier) U.Manns & Anderb.
251. Lysimachia tsarongensis Hand.-Mazz.
252. Lysimachia tyrrhenia U.Manns & Anderb.
253. Lysimachia venosa (Wawra) H.St.John
254. Lysimachia verbascifolia C.M.Hu & L.K.Phan
255. Lysimachia verna (A.St.-Hil.) U.Manns & Anderb.
256. Lysimachia verticiliaris Biehler
257. Lysimachia vietnamensis L.K.Phan & C.M.Hu
258. Lysimachia violascens Franch.
259. Lysimachia vittiformis F.H.Chen & C.M.Hu
260. Lysimachia volkensii Engl.
261. Lysimachia volkovae Prob.
262. Lysimachia vulgaris L.
263. Lysimachia wildpretii (Valdés) U.Manns & Anderb.
264. Lysimachia wilsonii Hemsl.
265. Lysimachia xiangxiensis D.G.Zhang, C.Mou & Y.Wu
266. Lysimachia yingdeensis F.H.Chen & C.M.Hu

## Sinonimi
- Alsinanthemum Fabr.
- Anagallidastrum P.Micheli ex Adans.
- Anagallis L.
- Anagzanthe Baudo
- Apochoris Duby
- Asterolinon Hoffmanns. & Link
- Bernardina Baudo
- Borissa Raf. ex Steud.
- Centunculus L.
- Cerium Lour.
- Coxia Endl.
- Dugezia Montrouz.
- Ephemerum Rchb.
- Euparea Banks & Sol. ex Gaertn.
- Glaux Tourn. ex L.
- Godinella T.Lestib.
- Jirasekia F.W.Schmidt
- Lerouxia Mérat
- Lubinia Comm. ex Vent.
- Lysima Medik.
- Lysimachiopsis A.Heller
- Lysimachusa Pohl
- Lysimandra (Endl.) Rchb.
- Lysis Kuntze
- Manoelia Bowdich
- Micropyxis Duby
- Naumburgia Moench
- Nemorella Ehrh.
- Nummularia Hill
- Numularia Gilib.
- Orescia Reinw.
- Palladia Moench
- Pelletiera A.St.-Hil.
- Steironema Raf.
- Theopyxis Griseb.
- Thyrsanthus Schrank
- Tridynia Raf. ex Steud.
- Trientalis Ruppius ex L.
- Vroedea Bubani

## Vanjske poveznice
|  | Zajednički poslužitelj ima stranicu o temi Lysimachia    |
|  | Zajednički poslužitelj ima još gradiva o temi Lysimachia |
|  | Wikivrste imaju podatke o taksonu Lysimachia             |